# Стара Куликовка
Стара Куликовка (рос. Старая Куликовка) — село в Новомаликлинському районі Ульяновської області Російської Федерації.
Населення становить 243 особи. Входить до складу муніципального утворення Новомаликлинське сільське поселення.

## Історія
Від 2004 року входить до складу муніципального утворення Новомаликлинське сільське поселення.

## Населення
| 2010 |
| ---- |
| 243  |